# فيديس
فيديس (بالسلوفينية: Fojda)‏هي (بلدية) كومونيفي مقاطعة أوديني تقع في منطقة فريولي فينيتسيا جوليا الإيطالية ، وهي على بعد حوالي 70 كيلومتر (43 ميل) شمال غرب ترييستي وحوالي 13 كيلومتر (8 ميل) شمال شرق أوديني ، مع سلوفينيا على الحدود .
فيديس الحدود مع البلديات التالية: أتيميس ، كوباريد (سلوفينيا)، مويماكو ، بوفوليتو ، ريمانزاكو ، تايفون، تورينو.

## المدن التوأم
فيديس توأمة مع:
- كاستيلترزول, أسبانيا، منذ 1991

## روابط خارجية
- الموقع الرسمي